# Polityka zagraniczna Portugalii
Historia portugalskiej polityki zagranicznej sięga czasów ery odkryć geograficznych, kiedy Portugalia była jednym z czołowych państw świata, posiadając  imperium kolonialne, które ostatecznie zakończyło się w 1999 roku.
Obecnie Portugalia jest członkiem Unii Europejskiej oraz NATO. Kraj ten odgrywa również ważną rolę gospodarczą oraz polityczną w istnieniu swojej byłej kolonii Timoru Wschodniego. W 2007 roku Portugalia była jednym z dwóch prezydentów Unii Europejskiej.

## Historia
Portugalska dyplomacja istnieje od czasów niepodległości Portugalii, którą kraj ten uzyskał w 1139 roku. Wraz z możliwością aneksji przez Hiszpanię, Portugalczycy podpisali w 1294 roku sojusz z Anglią.  
Po ustabilizowaniu swojej sytuacji na półwyspie Iberyjskim, Portugalia rozpoczęła interesować się rozszerzeniem swoich wpływów na Atlantyku oraz w Europie, a także w późniejszym okresie na Indie oraz Pacyfik.
Portugalia posiadała również bliskie stosunki dyplomatyczne z Francją, która do dziś stanowi jeden z najważniejszych partnerów politycznych oraz gospodarczych Portugalii.  
Portugalia prowadziła spór dyplomatyczny o miasto Olivenza na granicy portugalsko-hiszpańskiej. Należące do Hiszpanii miasto do dziś jest kwestią sporną pomiędzy oboma krajami (żądania zwrotu miasta głoszą głównie portugalskie organizacje nacjonalistyczne).

## Obecna polityka
Portugalia jest znaczący udziałowcem unijnej pomocy oraz dopłat do różnych sektorów gospodarki. Portugalia stara się włączyć do polityki unijnej dialog z krajami Afryki Północnej, z którymi Portugalia utrzymuje bliskie stosunki dyplomatyczne. Oprócz tego premier Portugalii José Sócrates prowadził szczytami unijnymi: Unia-Brazylia oraz Unia Europejska-Unia Afrykańska.
Portugalia była jednym z krajów, założycieli NATO, w strukturach której kraj ten prowadzi aktywną politykę. 
Portugalia jest założycielem oraz przewodniczącym Wspólnoty Państw Portugalskojęzycznych (CPLP). Portugalia utrzymuje ściśle stosunki dyplomatyczne z Timorem Wschodnim, wspierając Timor na arenie międzynarodowej, m.in. Portugalia zaakceptowała członkostwo Timoru w CPLP. Portugalia wraz ze ścisłą współpracą z ONZ oraz Stanów Zjednoczonych, wspiera Timor, finansowo oraz militarnie (szkoląc żołnierzy).
W 2002 roku Portugalia wraz z 11 innymi krajami UE przyjęło euro jako swoją walutę narodową.